# Goga Kikacheishvili
Goga Kikacheishvili (31 agosto 1991) è un arbitro di calcio georgiano.